# Glenview Hills
Glenview Hills és una població dels Estats Units a l'estat de Kentucky. Segons el cens del 2000 tenia 337 habitants.

## Demografia
Segons el cens del 2000, Glenview Hills tenia 337 habitants, 133 habitatges, i 115 famílies. La densitat de població era de 1.084,3 habitants/km².
Dels 133 habitatges en un 25,6% hi vivien nens de menys de 18 anys, en un 78,2% hi vivien parelles casades, en un 6% dones solteres, i en un 13,5% no eren unitats familiars. En el 12% dels habitatges hi vivien persones soles el 6,8% de les quals corresponia a persones de 65 anys o més que vivien soles. El nombre mitjà de persones vivint en cada habitatge era de 2,53 i el nombre mitjà de persones que vivien en cada família era de 2,74.
Per edats la població es repartia de la següent manera: un 19,6% tenia menys de 18 anys, un 3,9% entre 18 i 24, un 16% entre 25 i 44, un 33,8% de 45 a 60 i un 26,7% 65 anys o més.
L'edat mediana era de 51 anys. Per cada 100 dones de 18 o més anys hi havia 90,8 homes.
La renda mediana per habitatge era de 109.649 $ i la renda mediana per família de 114.914 $. Els homes tenien una renda mediana de 75.000 $ mentre que les dones 43.750 $. La renda per capita de la població era de 59.069 $. Entorn del 6,6% de les famílies i el 9,7% de la població estaven per davall del llindar de pobresa.

## Poblacions més properes
El següent diagrama mostra les poblacions més properes.